# Atletisme als Jocs Olímpics d'Estiu de 1932 - 3.000 metres obstacles masculins
Els 3.000 metres obstacles masculins va ser una de les proves del programa d'atletisme disputades durant els Jocs Olímpics d'Estiu de Los Angeles de 1932. La prova es va disputar entre l'1 i el 6 d'agost de 1932 i hi van prendre part 15 atletes de 8 nacions diferents. Es permetia un màxim de tres atletes per país. Degut a un error en el recompte de les voltes els atletes van córrer 3.460 metres enlloc dels 3.000 metres que havien de fer.

## Medallistes
| Or                      | Plata                | Bronze              |
| Volmari Iso-Hollo (FIN) | Thomas Evenson (GBR) | Joe McCluskey (USA) |

## Rècords
Aquests eren els rècords del món i olímpic que hi havia abans de la celebració dels Jocs Olímpics de 1932.
| Rècord del Món | 9' 14.5" | Joe McCluskey | Stanford (USA)  | 16 de juliol de 1932 |
| Rècord Olímpic | 9' 21.8" | Toivo Loukola | Amsterdam (NED) | 4 d'agost de 1928    |

En la primera sèrie Thomas Evenson va millorar el rècord olímpic. Aquest rècord fou millorat en la segona sèrie per Volmari Iso-Hollo.

## Horari
| Data                       | Hora  | Ronda  |
| -------------------------- | ----- | ------ |
| dilluns 1 d'agost de 1932  | 17:15 | Sèries |
| dissabte 6 d'agost de 1932 | 16:00 | Final  |

## Resultats

### Sèries
Els cinc millors atletes passaven a la final.
Sèrie 1
| Pos. | Atletes          | País         | Temps  | Notes |
| ---- | ---------------- | ------------ | ------ | ----- |
| 1    | Thomas Evenson   | Regne Unit   | 9:18.8 | OR, Q |
| 2    | Walter Pritchard | Estats Units | 9:19.2 | Q     |
| 3    | Verner Toivonen  | Finlàndia    | 9:41.0 | Q     |
| 4    | Giuseppe Lippi   | Itàlia       | 9:42.0 | Q     |
| 5    | Nello Bartolini  | Itàlia       | 9:49.0 | Q     |
| 6    | Roger Vigneron   | França       | 9:57.0 |       |
| -    | Luis Oliva       | Argentina    | DNF    |       |

Sèrie 2
| Pos. | Atletes           | País         | Temps   | Notes |
| ---- | ----------------- | ------------ | ------- | ----- |
| 1    | Volmari Iso-Hollo | Finlàndia    | 9:14.6  | OR, Q |
| 2    | Joe McCluskey     | Estats Units | 9:14.8  | Q     |
| 3    | Glen Dawson       | Estats Units | 9:15.0  | Q     |
| 4    | George Bailey     | Regne Unit   | 9:16.0  | Q     |
| 5    | Martti Matilainen | Finlàndia    | 9:43.0  | Q     |
| 6    | Alfredo Furia     | Itàlia       | 10:11.0 |       |
| -    | Harold Gallop     | Canadà       | DNF     |       |
| -    | Sonny Murphy      | Irlanda      | DNF     |       |

### Final
| Pos. | Atletes           | País         | Temps   | Notes |
| ---- | ----------------- | ------------ | ------- | ----- |
| 1    | Volmari Iso-Hollo | Finlàndia    | 10:33.4 |       |
| 2    | Thomas Evenson    | Regne Unit   | 10:46.0 |       |
| 3    | Joe McCluskey     | Estats Units | 10:46.2 |       |
| 4    | Martti Matilainen | Finlàndia    | 10:52.4 |       |
| 5    | George Bailey     | Regne Unit   | 10:53.2 |       |
| 6    | Glen Dawson       | Estats Units | 10:58.0 |       |
| 7    | Giuseppe Lippi    | Itàlia       | 11:04.0 |       |
| 8    | Walter Pritchard  | Estats Units | 11:04.5 |       |
| 9    | Verner Toivonen   | Finlàndia    | 11:10.2 |       |
| 10   | Nello Bartolini   | Itàlia       | 11:29.0 |       |